# Seenotrettungsstation Lippe/Weißenhaus
Die Seenotrettungsstation Lippe/Weißenhaus ist ein Stützpunkt von Freiwilligen der Deutschen Gesellschaft zur Rettung Schiffbrüchiger (DGzRS) an der Ostsee. Für die Seenotretter liegt im kleinen Ostseehafen an der Hohwachter Bucht ein Seenotrettungsboot (SRB) bereit. Bei einem Seenotfall im Revier erfolgt im Regelfall die Alarmierung der Retter durch die Zentrale der DGzRS in Bremen, wo die Rettungsleitstelle See (MRCC Bremen) ständig alle Alarmierungswege für die Seenotrettung überwacht.

## Revier und Zusammenarbeit
Das Kernrevier der freiwilligen Seenotretter ist die weite Hohwachter Bucht westlich der Insel Fehmarn. Häufigste Hilfeleistungen gelten den Segel- und Angelbooten der Küstenregion. Dann besetzen die Freiwilligen kurzfristig das SRB im Hafen Lippe. Der Zusatz Weißenhaus entstammt der ursprünglichen Gründung als Raketenstation im Gut Weißenhaus bei Weißenhäuser Strand.
Probleme bringt die regelmäßige Versandung der Zufahrtsrinne zum privaten Hafen, die regelmäßig ausgebaggert werden muss. Bei Wassertiefen unter einem Meter kann das SRB nicht ausfahren und ein Seenoteinsatz muss von den weiter entfernten Nachbarstationen gefahren werden:
- Boot der Seenotrettungsstation Heiligenhafen
- Kreuzer der Seenotrettungsstation Laboe

## Aktuelle Rettungseinheit
Am Bootsanleger des kleinen Hafens liegt seit 2018 die 9,5 Meter lange WOLTERA, die zur 3. Generation von SRB der DGzRS gehört. Wie alle Boote der DGzRS ist auch SRB 57 als Selbstaufrichter konstruiert und vollständig aus seewasserbeständigem Aluminium gebaut. Sein vollständig geschlossenes Steuerhaus bietet genügend Platz zur Versorgung und Unterbringung von Geretteten unter Deck sowie dem Schutz der Besatzung und der eingebauten Technik vor Wind und Wellen. Wie schon die Vorgängertypen erleichtert eine Bergungspforte in Wasserspiegelhöhe die Aufnahme von im Wasser treibenden Personen. Durch den geringen Tiefgang sind die Boote ideal geeignet für die Flachwassereinsätze in der Förde. Ein starker Motor ermöglicht mit dem Schleppsystem von 1,5 Tonnen Nenntragfähigkeit auch das Ab- bzw. Freischleppen von größeren Schiffen. Vor der Verlegung nach Lippe hatte das Boot zehn Jahre auf der Seenotrettungsstation Juist Dienst getan.
Seit Ende November 2024 sitzt das Seenotrettungsboot WOLTERA durch die starke Versandung der Hafeneinfahrt im Hafen Lippe fest. Die Aufgaben der WOLTERA übernehmen auf unbestimmte Zeit die Seenotretter aus Laboe und Heiligenhafen. Der Hafen wird bis auf weiteres nicht mehr geöffnet.

## Historie der Seenotrettungsboote
| Stationierung von Seenotrettungsbooten |                 |          |                   |                            |         |                 |                              |
| Zeitraum                               | Schiffsname     | Reg.-Nr. | Länge oder Klasse | Anz. Motoren ges. Leistung | Geschw. | vorige Station  | Verlegung nach oder Verbleib |
| 1973 → 1992                            | ELTJE (I)       | KRST 18  | 7-m-Klasse (I)    | 1 → 54 PS                  | 10,0 kn | von Großenbrode | ausgemustert                 |
| 1992 → 1993                            | ELTJE (II)      | KRT 13   | 7-m-Klasse (I)    | 1 → 54 PS                  | 10,0 kn | von Damp        | → Schleswig                  |
| 1993 → 2018                            | HELLMUT MANTHEY | SRB 40   | 8,5-m-Klasse      | 1 → 220 PS                 | 18,0 kn | Neubau          | ausgemustert                 |
| seit 2018                              | WOLTERA         | SRB 57   | 9,5-m-Klasse      | 1 → 320 PS                 | 18,0 kn | aus Reserve     | auf Station                  |

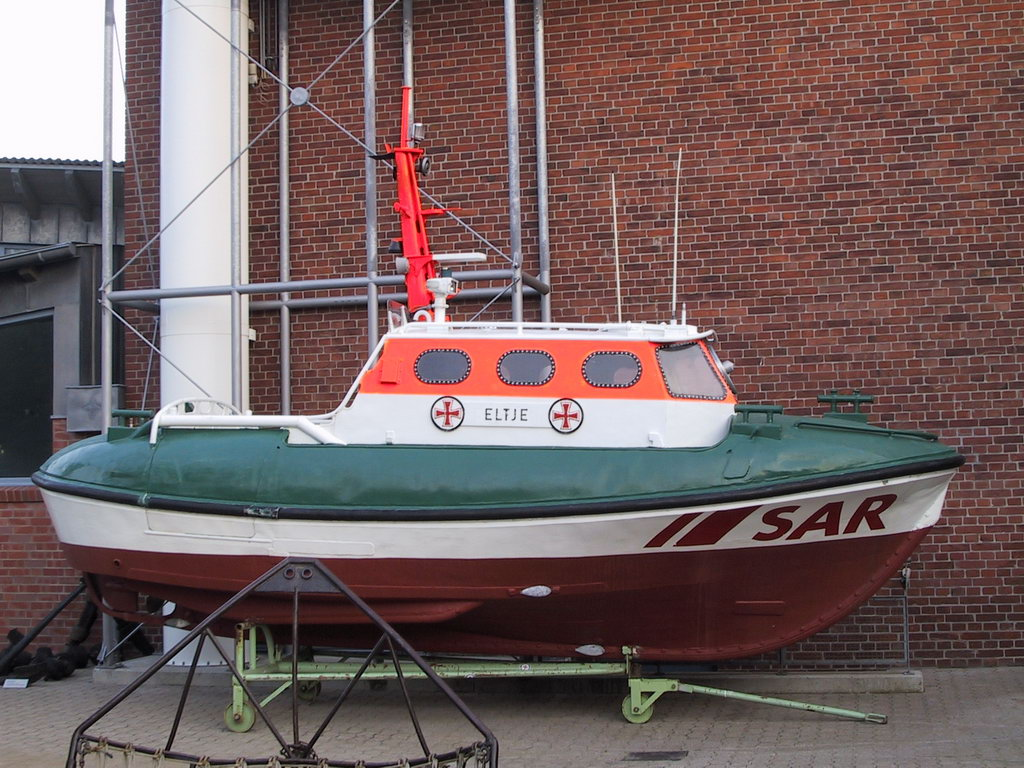
ELTJE (II)
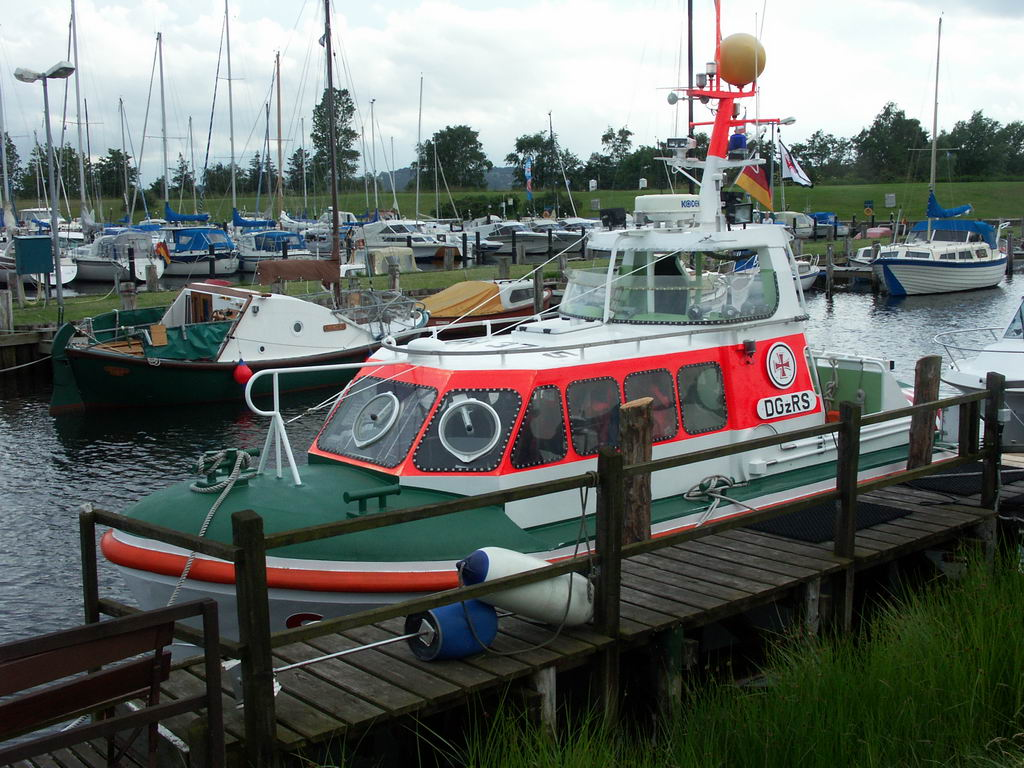
HELLMUT MANTHEY